# Baccarat

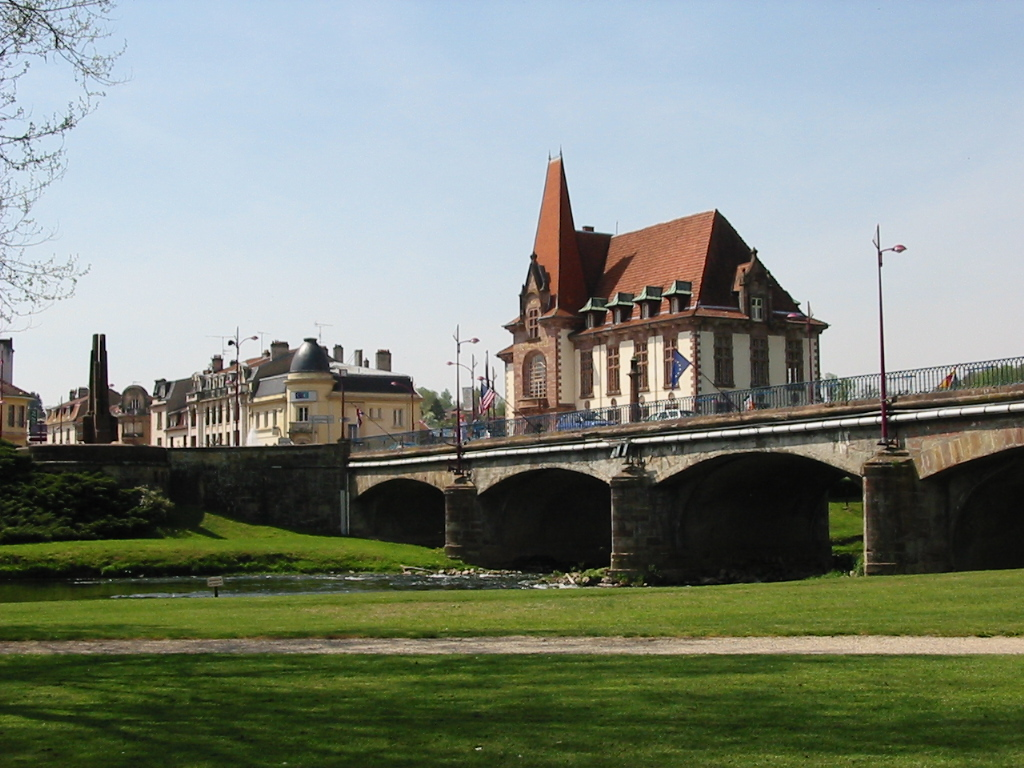
Ratusz w Baccarat (2006)

Baccarat – miejscowość i gmina we Francji, w regionie Grand Est, w departamencie Meurthe i Mozela.
Według danych na rok 1990 gminę zamieszkiwały 5022 osoby, a gęstość zaludnienia wynosiła 371 osób/km² (wśród 2335 gmin Lotaryngii Baccarat plasuje się na 87. miejscu pod względem liczby ludności, natomiast pod względem powierzchni na miejscu 398.).